# 桓麟
桓麟，字元鳳，沛國龍亢人，東漢官員，太常桓榮之曾孫，桓郁之孫，桓酆之子。

## 生平
桓麟年輕時已甚有才幹，於漢桓帝時擔任議郎，入宮講學，因言事剛直而觸忤內朝人員，被外放為許縣縣令，不久更因病免職。後來桓麟母親逝世，桓麟不勝悲惶，未幾亦死，享年四十一歲。摯虞《文章志》載桓麟曾有文章十八篇、碑文九首、哀誄七首、《七說》一首，與及《沛相郭府君書一首》留世。
其子桓彬，甚具文名，是東漢末年著名的文學家，與名士蔡邕齊名。